# Копитар, Ерней Бартол
Варфоломей (Ерней) Бартол Копи́тар (словен. Jernej Bartol Kopitar; 21 августа 1780, Репне — 11 августа 1844, Вена) — словенский лингвист и историк, один из основоположников славистики.

## Биография
Окончив гимназию в Любляне, Копитар стал гувернёром в доме Зигмунда Цойза, а в 1808 году переехал в Вену, где занялся изучением юриспруденции, а также славянских языков. Работал в Венской придворной библиотеке библиотекарем, а впоследствии — директором и цензором по изданиям на новогреческом и славянских языках.
В 1808 году Копитар опубликовал первую грамматику словенского языка, Grammatik der slavischen Sprache in Krain, Kärnten und Steyermark («Грамматика славянского языка Краины, Каринтии и Штирии»). Он также издал сборник Glagolita Clozianus (1836), в который вошли так называемые «Брижинские (Фрейзингенские) отрывки» (словен. Brižinski spomeniki), древнейший известный текст на словенском и первый текст, написанный на славянском языке латиницей, с переводом и комментариями. Выдвинул теорию о паннонском происхождении старославянского языка, впоследствии отвергнутую научным сообществом. Занимался лексикографией, реформированием алфавита, составлением учебников, сбором фольклора и общепросветительской деятельностью. Благодаря его стараниям в 1817 году в люблянском лицее открылась кафедра словенского языка. Копитар настаивал на словенском происхождении хорватов-кайкавцев. Ерней Копитар поддерживал дружеские отношения с Вуком Караджичем и помогал ему в работе над его реформой сербского литературного языка, — несмотря на то, что в бытность цензором Венской библиотеки отказался пропустить книгу Караджича о поражении Первого сербского восстания. Копитар также впервые отметил сходство между неродственными языками Балкан.
Начиная с 1830 года, после размолвки с Чопом и Прешерном, влияние Копитара в научном сообществе пошло на убыль. Идеи Копитара в дальнейшем развивали Франц Метелко и Франц Миклошич.

## Труды
- Grammatik der slavischen Sprache in Krain, Kärnten und Steyermark. — Laibach, 1808.
- Glagolita Clozianus. — Vindobonae, 1836
- Новые письма Добровского, Копитара и других юго-западных славян. — СПБ, 1897.